# Christopher Kandie
Christopher Kandie (* 19. September 1969) ist ein kenianischer Langstreckenläufer, der sich auf Straßenläufe spezialisiert hat.
2000 wurde er Zweiter bei den 20 van Alphen, Sechster beim CPC Loop Den Haag und gewann er den Altötting-Halbmarathon. Im Jahr darauf gewann er beim Paderborner Osterlauf auf der Halbmarathon-Strecke, wurde Sechster beim Hamburg-Marathon und siegte beim Greifenseelauf.
2002 wurde er Dritter beim Berliner Halbmarathon und gewann den Hamburg-Marathon, und 2005 wurde er Fünfter beim Berliner Halbmarathon und Vierter beim Ruhrmarathon. 

## Persönliche Bestzeiten
- Halbmarathon: 1:01:24 h, 7. April 2002, Berlin
- Marathon: 2:10:17 h, 21. April 2002, Hamburg